# 탈호
탈호(Taal Lake)는 필리핀 루손섬에 있는 탈 화산의 칼데라 호수이다. 주위 82.5 km, 면적 234.2km2. 수도 마닐라 중심가에서 남쪽으로 약 60 km 떨어진 곳에 위치에 있다. 북쪽의 외륜화산의 바깥쪽으로 해발 600m 정도 이르는 곳에 피서지로 알려진 따가이따이가 있다.

## 개요
탈 화산은 활화산이다. 20 km × 25km의 칼데라 내에 칼데라 호수인 탈호가 호수의 중앙에 화구가 직경 5 km ~ 8 km 정도에 이르는 화산섬이 형성되어 있다. 높이는 수면에서 300m 정도이다.
이 화산섬의 중심에는 직경 약 2km에 이르는 분화구가 형성되어 있다. 이 섬에는 47개의 화구 화산 언덕이 존재하고, 그중 26개는 터프콘(tuff cone), 5개는 분석구(cinder cone), 4개는 마르이다.
역사 시대의 분화는 스페인 식민지 시대 초기, 1572년에서 1977년 사이에 33회가 기록되어 있다. 1911년 1월 30일에는 대폭발이 일어나 화산섬 주민 대부분인 1,334명이 사망했다.
1965년에는 화산섬의 서안에서 발생한 마그마 수증기 폭발이 발생, 화쇄난류 현상이 세계 최초로 기록되며 200명이 사망했다. 1977년 분화에서도 수증기 폭발이 발생했다. 2010년 4월 19일에는 화산에서 유감지진이 발생했으며, 7월에는 경계 레벨이 1에서 2로 증가했고 섬 주민이 전부가 대피했다. 2020년 1월에는 43년 만에 다시 폭발을 일으켰다.
이 섬은 국립공원으로 원칙적으로 거주가 금지되어 있다.

## 교통
마닐라에서 택시로 약 2시간 걸리는 곳에 위치해 있다. 따가이따이에서 외륜화산으로 내려간 호수에서 보트를 빌려 약 30분에 걸쳐 화산섬으로 통과할 수 있다. 또한 섬의 정상까지 도보 또는 말을 빌려 약 30분 걸어 오른다.

## 갤러리

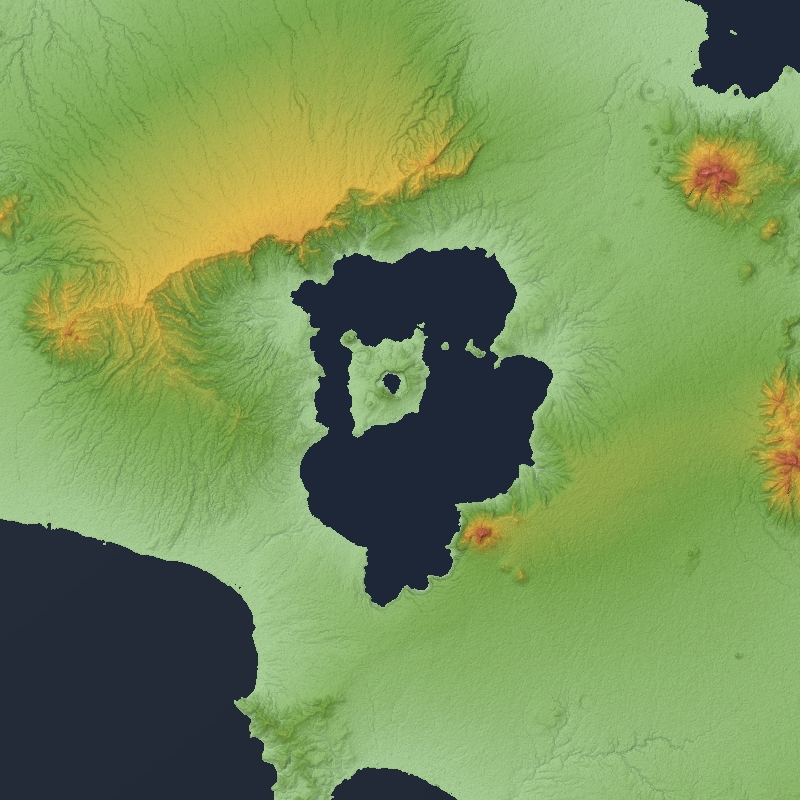
탈 화산의 지형도
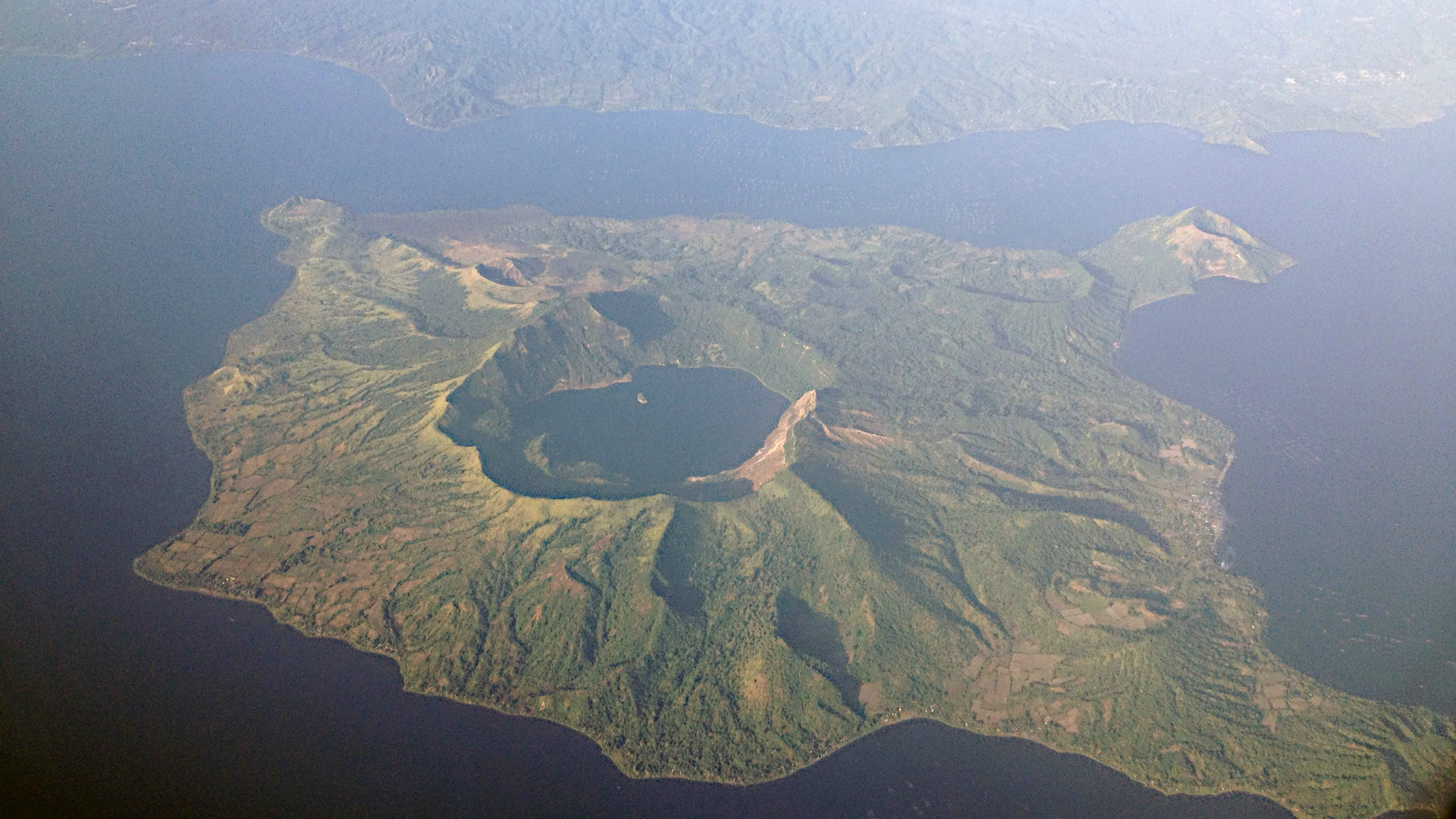
화산섬
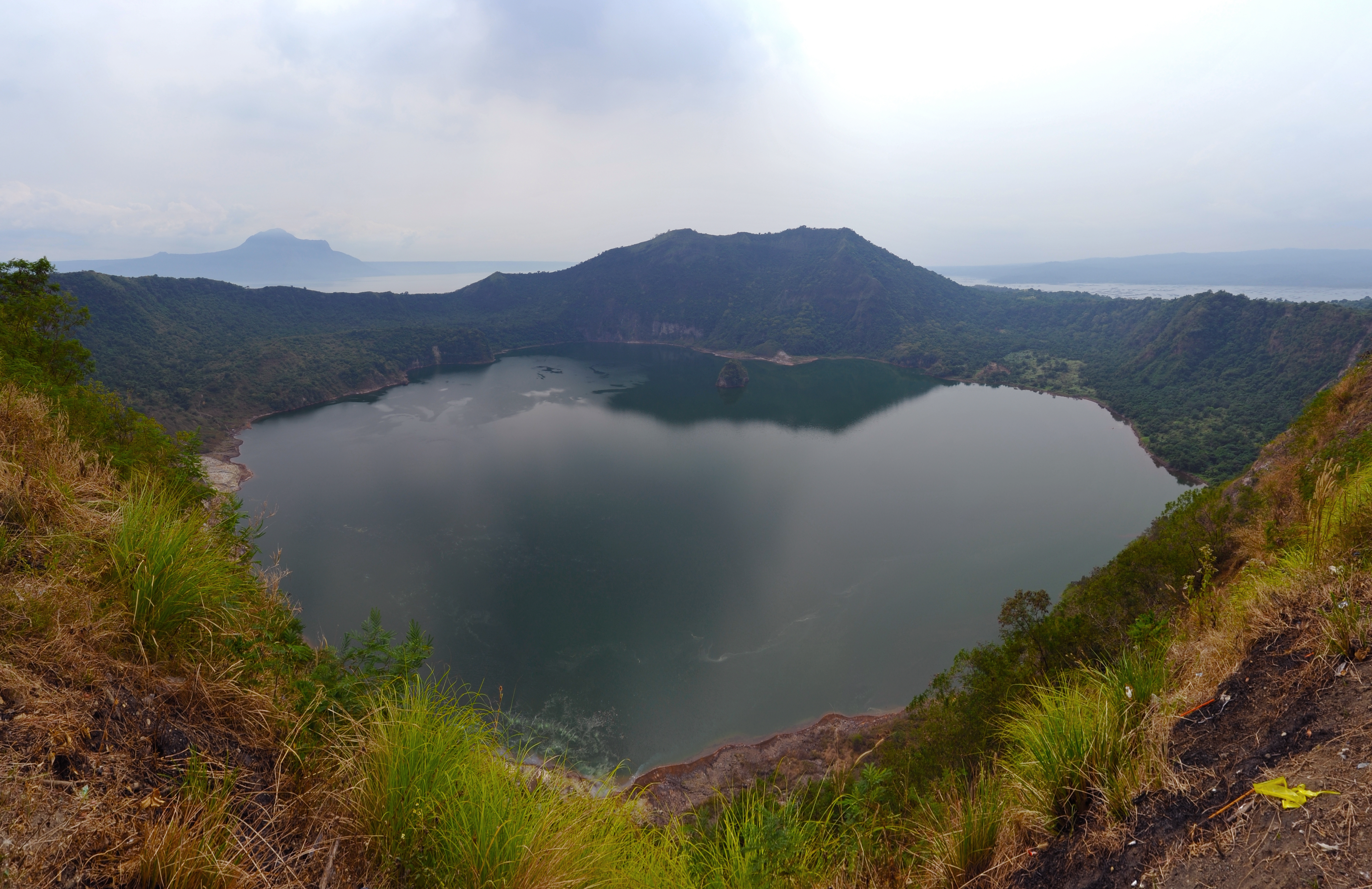
화산섬의 중심 화구
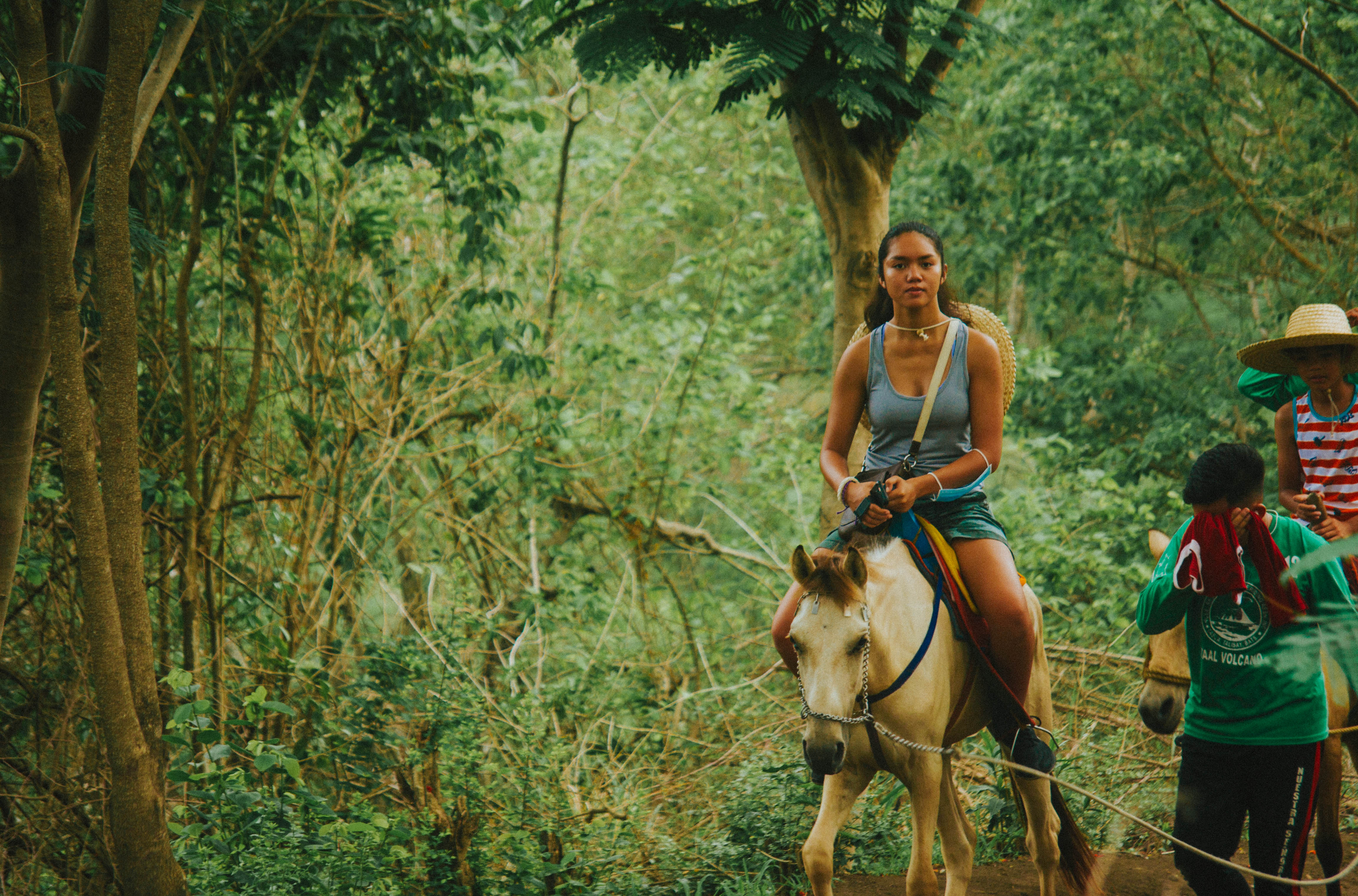
말을 타고 올라가는 코스
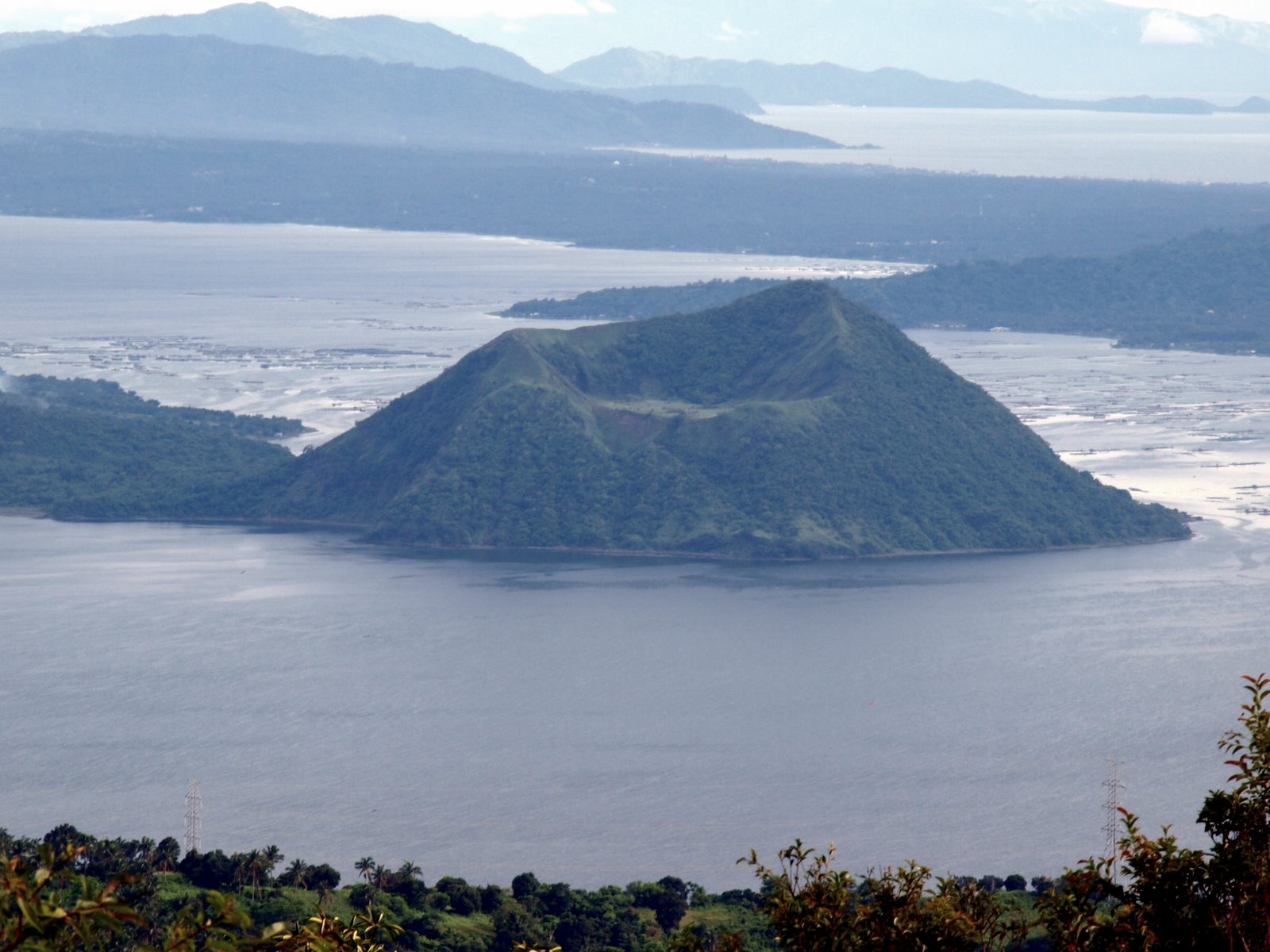
Binintiang Malaki (큰다리), 1707년의 분화로 형성된 화쇄구
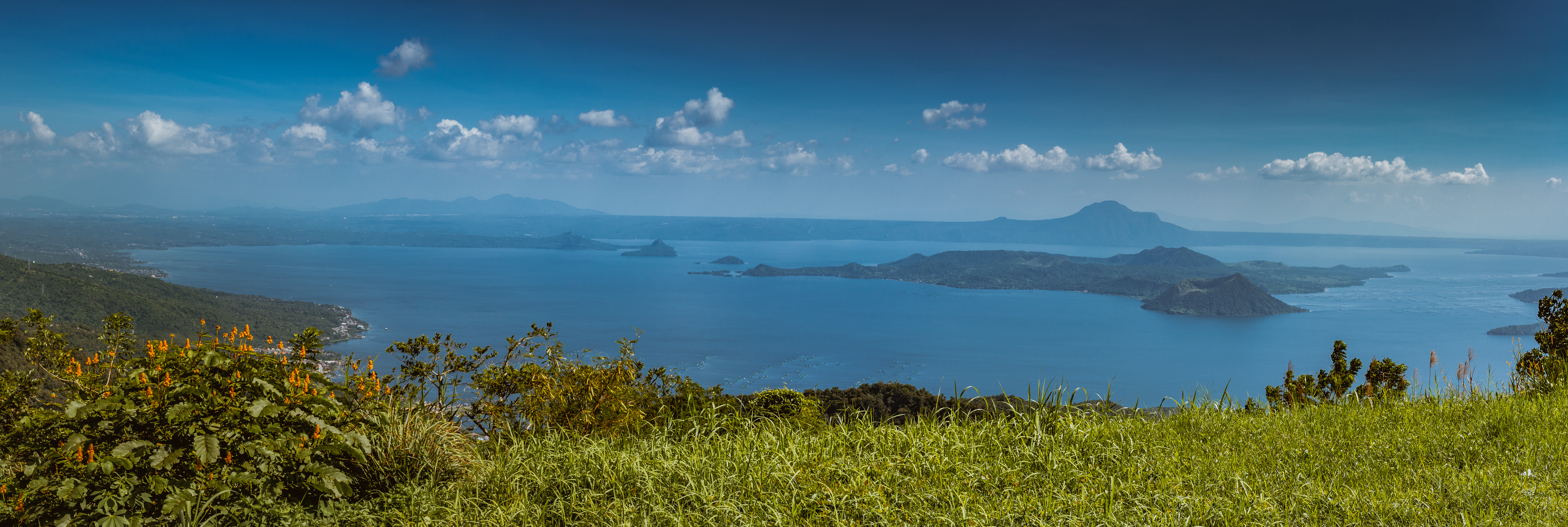
북쪽에서 바라 본 탈호

## 같이 보기
- 베이호